# Macchi M.18
Il Macchi M.18 era un idrobombardiere biplano a scafo centrale prodotto dall'azienda italiana Aeronautica Macchi negli anni venti.

## Storia del progetto

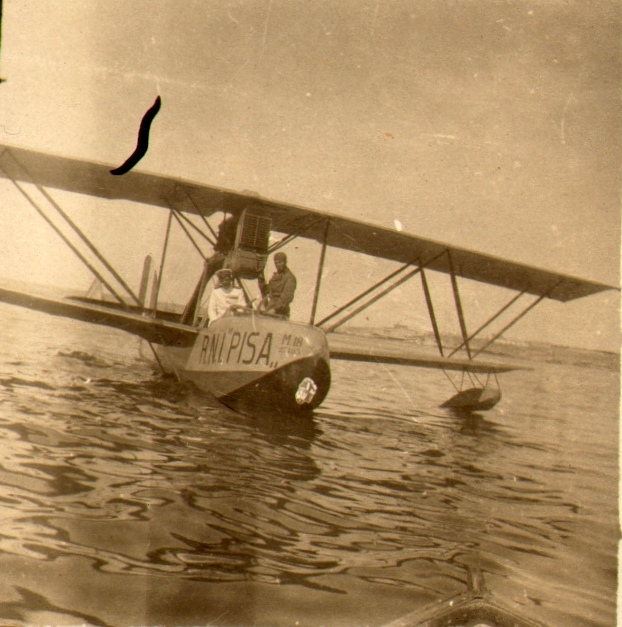
Biplano dell'ex incrociatore della Regia Marina Pisa.

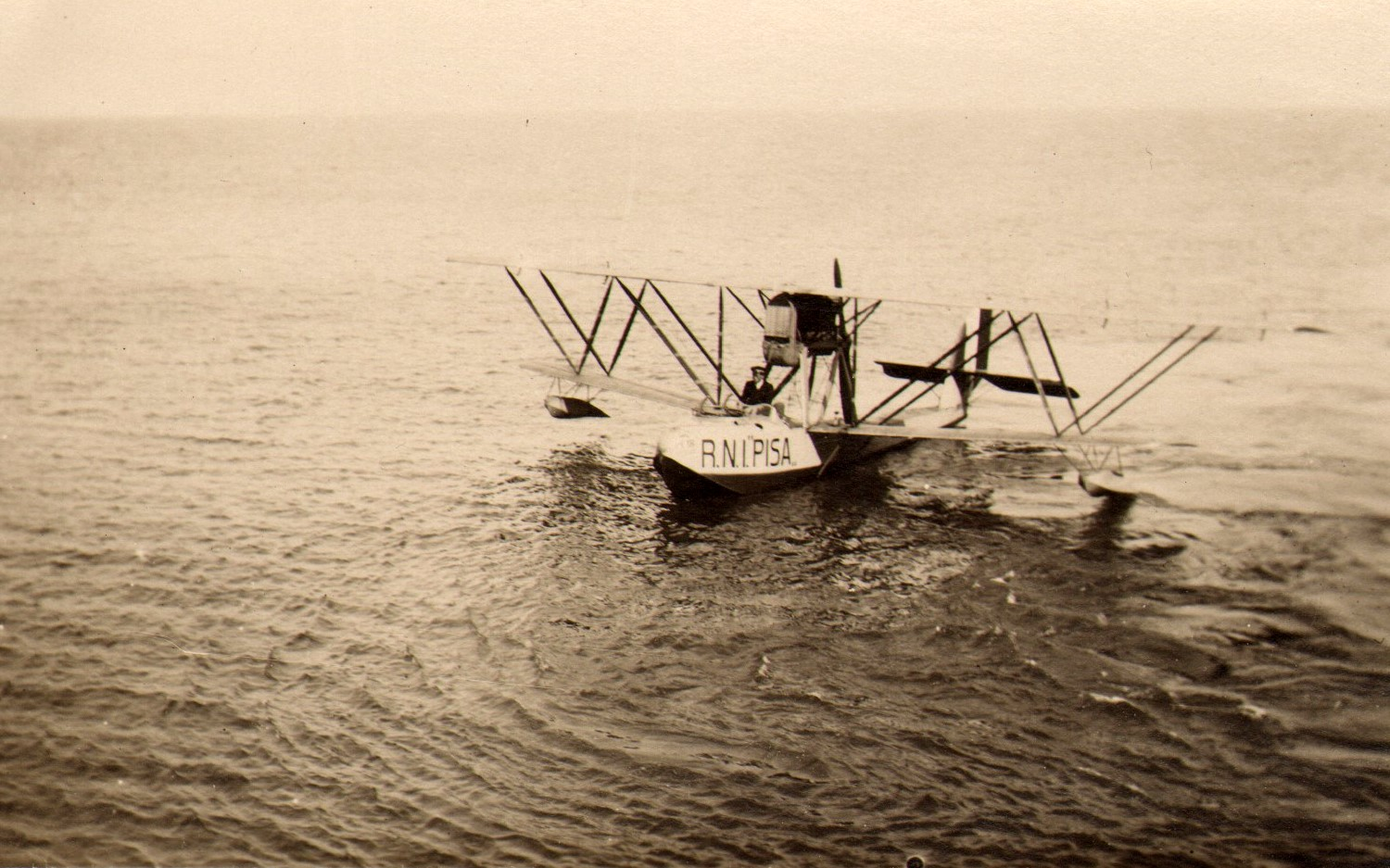
Altra immagine di un M.18 in servizio nel Pisa.

Originariamente progettato come idrovolante di linea, l'M.18 entrò in produzione come bombardiere prima di essere offerto sul mercato civile.
Il prototipo venne portato in volo per la prima volta nel 1920, dotato di un motore 6 cilindri in linea raffreddato ad acqua Isotta Fraschini V.4B che sviluppava 150 CV (110 kW). In seguito venne sostituito con un più potente Isotta Fraschini V.6 da 250 CV (187 kW) per poi adottare il definitivo e più moderno Asso 200.
Vennero prodotte due versioni militari, la prima con una configurazione standard la seconda, denominata M.18AR, dotata di ali ripiegabili. Inoltre vennero prodotte tre versioni commerciali di linea denominate M.18 Economico, Lusso, ed Estivo differenziate tra loro per gli allestimenti interni e dalla motorizzazione offerta.

## Tecnica
Caratterizzato da un aspetto tradizionale per la sua epoca, l'M.18 era molto rassomigliante al precedente M.9 che venne prodotto durante la prima guerra mondiale. Presentava uno scafo centrale realizzato in legno, dotato di un abitacolo aperto a due posti affiancati per il pilota ed l'osservatore, mentre il mitragliere era posizionato in un abitacolo singolo, anch'esso aperto, dotato di mitragliatrice brandeggiabile posto sopra la parte anteriore del muso. La configurazione alare era biplano-sesquiplana, caratterizzata cioè dall'ala inferiore di dimensioni minori della superiore, la prima dotata di due galleggianti equilibratori applicati sulla parte inferiore tramite una struttura tubolare. Le due ali erano collegate tra loro da una robusta travatura Warren in tubi d'acciaio ed allo scafo centrale tramite un'incastellatura dove era anche collocato il motore 6 cilindri in linea Isotta Fraschini Asso 200 in configurazione spingente abbinato ad un'elica bipala in legno a passo fisso. Lo scafo terminava posteriormente in una coda caratterizzata dall'impennaggio cruciforme, monoderiva e dai piani orizzontali controventati.
Oltre alla versione militare standard venne prodotta una seconda versione, denominata M.18AR, dotata di ali ripiegabili per consentire il rimessaggio a bordo delle navi appoggio idrovolanti che si stavano affacciando in quegli anni come unità di supporto nelle marine militari.

## Impiego operativo

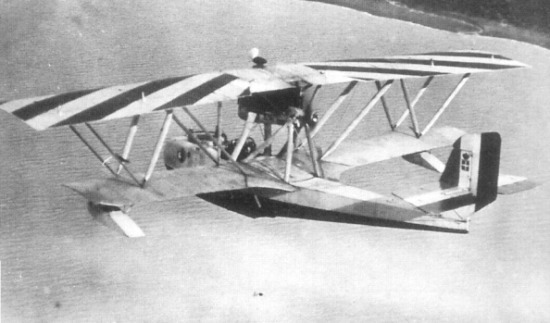
Un Macchi M.18 nella livrea anteguerra della Regia Aeronautica fotografato in volo.

Nella versione ad ali ripiegabili, l'M.18AR venne assegnato, primo esempio di idrovolante imbarcato nella Regia Marina, alla nave appoggio idrovolanti Giuseppe Miraglia, quindi alla pari classe Dedalo appartenente alla Armada Española che lo utilizzò nelle fasi che precedettero la guerra civile spagnola contro i ribelli del Protettorato spagnolo del Marocco. Sei dei 20 esemplari acquistati dal governo spagnolo rimasero in servizio durante la guerra civile ed utilizzati per attaccare le forze nazionaliste a Maiorca, ed ingaggiare i ricognitori marittimi avversari.
Nel 1928 anche il Portogallo ne acquistò 8 esemplari che utilizzò nel Serviço da Aeronáutica Naval.

### Impiego civile
Le versioni ad uso civile prodotte furono tre, differenziate tra loro per gli allestimenti interni e dalla motorizzazione offerta. Il primo, di fascia più bassa, era denominato M.18 Economico, dotato di un allestimento simile ai modelli militari, dotato di una cabina passeggeri aperta da due posti a sedere e motorizzato con l'Isotta Fraschini V.4B, un 6 cilindri in linea raffreddato ad acqua capace di soli 150 CV (110 kW). La fascia superiore era occupata dal M.18 Lusso caratterizzato da una cabina passeggeri chiusa da tre posti, un allestimento più curato e motorizzato con l'Isotta Fraschini V.6, sempre un 6 cilindri in linea ma più potente e raffreddato ad aria, in grado di erogare 250 CV (187 kW). La versione M.18 Estivo conservava la possibilità di ospitare tre passeggeri ma segnava il ritorno alla cabina aperta. Sono stati prodotti in tutto 70 esemplari, alcuni di questi acquistati dalla compagnia aerea svizzera Ad Astra Aero e, tra le altre, dalle italiane Società Italiana Servizi Aerei (SISA), di proprietà dei fratelli Callisto ed Alberto Cosulich, che lo utilizzò come addestratore per i piloti della compagnia in servizio di linea sul mare Adriatico, e la Società Incremento Turistico Aereo Roma (SITAR) diretta dal comandante Mario De Bernardi.

## Versioni

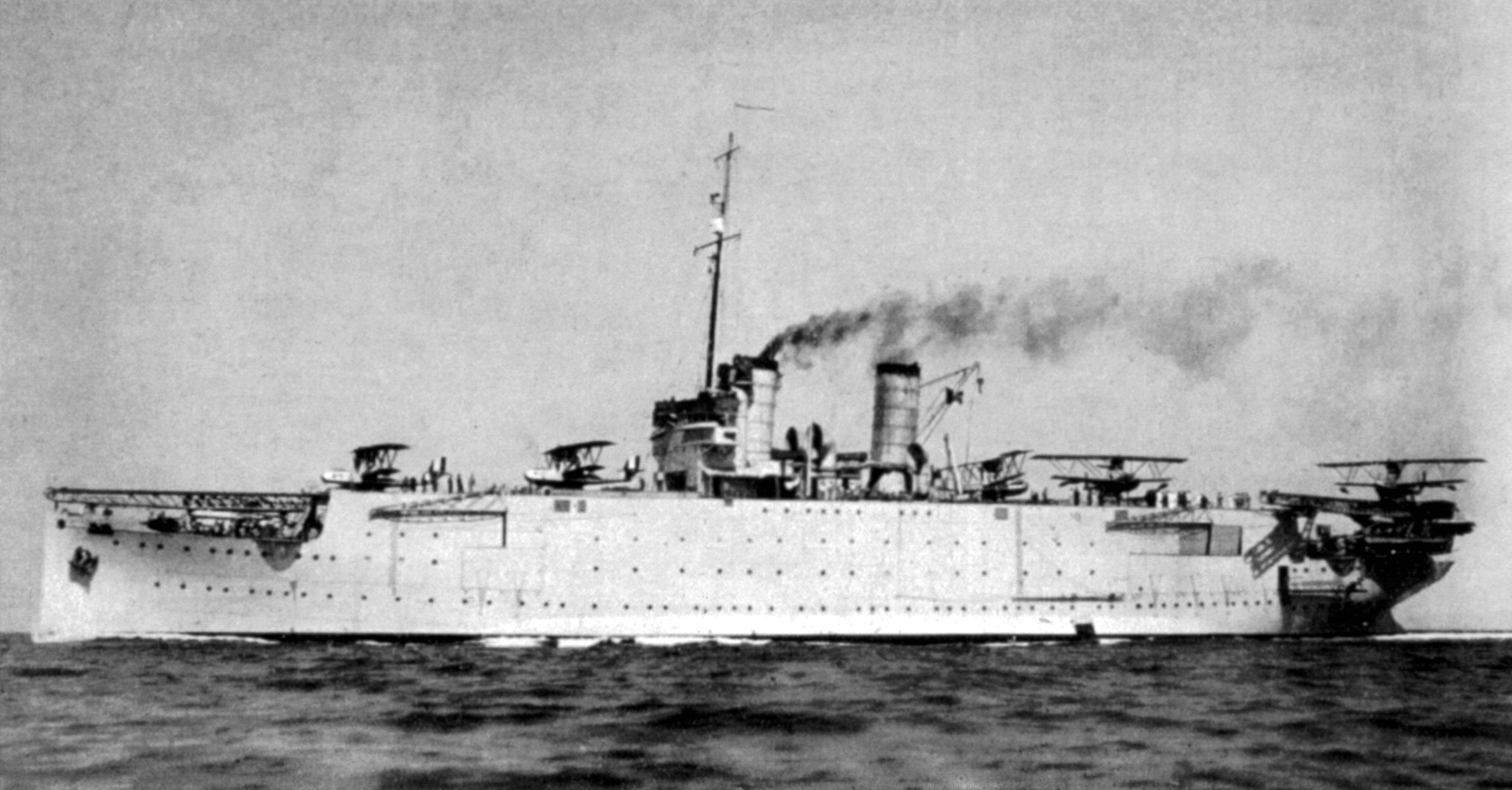
Macchi M.18AR visibili sul ponte della nave appoggio idrovolanti Giuseppe Miraglia.

### Militari
M.18
versione standard da bombardamento leggero.
M.18AR
come M.18 ma dotata di ali ripiegabili per il rimessaggio.

### Civili
M.18 Economico
versione standard, 2 membri di equipaggio e due passeggeri.
M.18 Lusso
come versione Economico ma dotato di cabina passeggeri chiusa da tre posti.
M.18 Estivo
come versione Lusso ma dotato di cabina passeggeri aperta da tre posti.

## Utilizzatori

### Militari
Italia
- Regia Marina
- Regia Aeronautica

 Paraguay
- Armada Paraguaya

 Portogallo
- Serviço da Aeronáutica Naval

 Spagna
- Fuerzas Aéreas de la República Española

 Spagna
- Aviación Nacional

### Civili
(parziale)
 Italia
- Società Incremento Turistico Aereo Roma (SITAR)
- Società Italiana Servizi Aerei (SISA)

 Svizzera
- Ad Astra Aero